# Südlicher Wollmaki

Verbreitungsgebiet (rot)

Der Südliche Wollmaki (Avahi meridionalis) ist eine Primatenart aus der Gruppe der Lemuren. Er wurde erst 2006 als eine vom Östlichen Wollmaki eigenständige Art beschrieben.
Südliche Wollmakis erreichen eine Kopfrumpflänge von 25 bis 27 Zentimetern, der Schwanz wird 30 bis 37 Zentimeter lang. Ihr Gewicht beträgt 1,1 bis 1,2 Kilogramm. Das Fell ist wie bei allen Wollmakis dicht und wollig, es ist am Kopf und am Rücken graubraun gefärbt, die Brust und der Bauch sind hellgrau. Der lange, buschige Schwanz ist rötlich braun. Der Kopf ist rundlich, das Gesicht ist mit kurzen Haaren bedeckt, die Augen sind groß, die Ohren hingegen klein und teilweise im Fell verborgen.
Wie alle Lemuren leben Südliche Wollmakis auf der Insel Madagaskar. Ihr Verbreitungsgebiet liegt im Südosten der Insel, wo sie Regen- und Küstenwälder bewohnen. Die genauen Ausmaße ihres Verbreitungsgebietes sind unklar, sie sind bislang vorwiegend aus dem Andohahela-Reservat bekannt.
Über die Lebensweise dieser Tiere ist wenig bekannt. Sie sind nachtaktiv und halten sich zumeist auf den Bäumen auf, wo sie sich senkrecht kletternd und springend fortbewegen. Ihre Nahrung besteht vorwiegend aus Blättern, selten fressen sie auch Knospen und Blüten. Wie alle Wollmakis dürften sie in monogamen Familiengruppen leben.
Auch ihr Gefährdungsgrad ist unklar. Die IUCN listet die Art unter „zu wenig Daten vorhanden“ (data deficient).